# Paul Anton Fedor Konstantin Possart
Paul Anton Fedor Konstantin Possart (* 1808 in Züllichau; † 8. Mai 1860) war ein deutscher Privatgelehrter und Bibliothekar.

## Leben
Paul Anton Fedor Konstantin Possart war als Lehrer, Prediger und Schriftleiter tätig, bevor er 1854 in Bernburg eine Anhaltische Landeskunde ausarbeitete. Ab 1856 war er dort Bibliothekar, bis er 1860 verstarb. Er verfasste Schriften zu geografischen Themen und Schulbücher. Er war seit 1839 korrespondierendes Mitglied der bayrischen Akademie der Wissenschaften.

## Schriften
- Grammatik der persischen Sprache: nebst vergleichender Berücksichtigung der mit dem Persischen verwandten Sprachen, namentlich des Sanskrit und des Slawischen, und einem Anhange zum Uebersetzen, sowohl aus dem Deutschen ins Persische als auch aus dem Persische ins Deutsche, Leipzig: Verlag von Ludwig Schumann 1931[3]
- Neugriechische Grammatik nebst einer kurzen Chrestomathie mit einem Wörterbuch, für den Schul- und Privatgebrauch. Herausgegeben von Fedor Possart. Bei Herrmann Reichenbach, Leipzig 1834,[4]
- Das Leben des Fürsten Milosch und seine Kriege: nach serbischen Originalquellen bearbeitet; mit dem Bildnis des Fürsten und einer Charte von Serbien, Stuttgart: Hallberger 1838[5]
- Das Fürstenthum Serbien, seine Bewohner, deren Sitten und Gebräuche, Darmstadt: C. W. Leske, 1837[6]
- Europa und seine Bewohner. Ein Hand- und Lesbuch für alle Stände. In Verbindung mit mehren Gelehrten herausgegeben von Karl Friedrich Vollrath Hoffmann... In acht Bänden, mit drei Karten und mehren Abbildungen: 8: Die Königreiche Schweden und Norwegen, das Kaiserthum Russland und Königreich Polen, und Freistaat Krakau; 1: Die Königreiche Schweden und Norwegen enthaltend, Stuttgart: Literatur-Comptoir 1838[7]
- Kleine lappländische Grammatik, mit kurzer Vergleichung der finnischen Mundarten, Stuttgart 1840[8]
- Europa und seine Bewohner. Ein Hand- und Lesbuch für alle Stände. In Verbindung mit mehren Gelehrten herausgegeben von Karl Friedrich Vollrath Hoffmann... In acht Bänden, mit drei Karten und mehren Abbildungen: 8: Die Königreiche Schweden und Norwegen, das Kaiserthum Russland und Königreich Polen, und Freistaat Krakau; 2: Das Kaiserthum Russland; Erster Theil. Statistik, Stuttgart: Literatur-Comptoir 1840[9]
- Europa und seine Bewohner. Ein Hand- und Lesbuch für alle Stände. In Verbindung mit mehren Gelehrten herausgegeben von Karl Friedrich Vollrath Hoffmann... In acht Bänden, mit drei Karten und mehren Abbildungen: 8: Die Königreiche Schweden und Norwegen, das Kaiserthum Russland und Königreich Polen, und Freistaat Krakau; 3: Das Königreich Polen und der Freistaat Krakau, Stuttgart: Literatur-Comptoir 1840[10]
- Europa und seine Bewohner. Ein Hand- und Lesbuch für alle Stände. In Verbindung mit mehren Gelehrten herausgegeben von Karl Friedrich Vollrath Hoffmann ... In acht Bänden, mit drei Karten und mehren Abbildungen : 8 : Die Königreiche Schweden und Norwegen, das Kaiserthum Russland und Königreich Polen, und Freistaat Krakau; 2: Das Kaiserthum Russland; Zweiter Theil. Topographie, Stuttgart: Literatur-Comptoir 1841[11]
- Die russischen Ostsee-Provinzen Kurland, Esthland und Livland - nach ihren geographischen, statistischen und übrigen Verhältnissen, Erster Theil, Des Gouvernements Kurland. Statistik und Geographie des Gouvernements Kurland, Stuttgart: Steinkopf 1843[12]
- Die russischen Ostsee-Provinzen Kurland, Esthland und Livland - nach ihren geographischen, statistischen und übrigen Verhältnissen, Zweiter Theil, Des Gouvernements Esthland. Statistik und Geographie des Gouvernements Esthland, Stuttgart: Steinkopf 1846[13]